# Йоаким I Берски и Негушки
Йоаким (на гръцки: Ιωακείμ) е православен духовник, митрополит на Вселенската патриаршия.

## Биография
Йоким е ученик на видния учен и александрийски патриарх Митрофан Критопулос. Избран е за берски и негушки митрополит в 1649 година. Запазен е султанският берат за назначаването му от 1 май 1649 година по искане на патриарх Партений II Константинополски по време на второто му управление в Цариград. Бератът за пръв път в турски документ използва титлата „Берски и Негушки“: „Берат за назначаване на Йоаким за нов митрополит на неверниците под Караферие и Агистос. Бератът е издаден по искане на константинополския патриарх Партений II, който поиска да бъде назначен споре обичая и правото нов митрополит на мястото на починалия Йоасаф и направи подарък на императорската хазна 6600 аспри“.
В периода 1649 – 1692 година на „митрополит Йоаким“ са издадени три фермана. Първите два от 1649 и 1669 година потвърждават правата му срещу произвол на политическата власт, а третият потвърждава уволнението му от патриарх Калиник II Константинополски заради конфликт с негушките лидери и монасите от негушките манастири, както и еретични възгледи.
В 1655 година Йоаким е отстранен от трона, но после отново е върнат. В 1669 година митрополит Йоаким подписва посланието на патриарх Дионисий III Константинополски „За грешките на Калвин“ и фигурира в надпис в храма „Благовещение Богородично“ в Бер.
Ферманът от 1 февруари 1669 година, издаден при патриарх Методий III Константинополски, за „митрополита на Бер и околностите Йоаким“ има за цел да предотврати злоупотреби от страна на административните управители, субашиите и служителите на фиска. На 10 януари 1680 година митрополит Йоаким е обвинен, че не е платил на патриарх Яков I Константинополски 40 000 аспри. Йоаким твърди, че дължи само 22 000 и религиозният съд потвърждава тезата му. На 21 януари 1680 година еничаринът Мехмед Бесе го напада с нож пред къщата му и го ранява в главата. На следния ден нападателят е осъден на смърт. След нараняването митрополитът заминава за Лариса на лечение.
Митрополит Йоаким Берски е споменат в патриаршески сигилий от 1672 година, който се отнася до манастира „Света Богородица Сумела“ в Понт.